# Oreoselinum austriacum
Oreoselinum austriacum är en flockblommig växtart som beskrevs av Franz Georg Hoffmann. Oreoselinum austriacum ingår i släktet Oreoselinum och familjen flockblommiga växter. Inga underarter finns listade i Catalogue of Life.